# Papa Romano
Romano (em latim: Romanus); (Gallese, c. 850 - Roma c. 14 de novembro de 897) foi o Papa da Igreja Católica durante aproximadamente cerca de 3 meses durante o ano de 897. Pouco se sabe quanto à sua biografia. Não se conhecem datas certas sobre o seu nascimento, morte nem consagração como papa. Sucedeu ao Papa Estêvão VI, que havia terminado os seus dias deposto e estrangulado na prisão. A sucessão não era, pois, coisa das mais agradáveis, e o assunto era tabu.
Nasceu em Gallese, perto de Civita Castellana (Itália), filho de Constantino. Foi cardeal de São Pedro ad Víncula. É normal que a sua eleição tenha sido acompanhada com alguma apreensão, em Julho ou Agosto de 897. Governou a Igreja Católica apenas quatro meses, ao fim dos quais morreria, sob muita pressão de autoridades provinciais que a todo instante se impunham como "preferidos do pontífice" no que diz respeito a assuntos de Estado.
Apontamentos de catálogos antigos fazem-nos crer que Romano condenou abertamente a conduta de seu antecessor, o Papa Estêvão VI, no macabro julgamento do Papa Formoso; provavelmente por ser de Gallese, ou por ter vivido nesta comunidade por algum tempo, contemporâneo e conterrâneo portanto do Papa Marinho, que fora grande amigo de Formoso. Seu primeiro ato como Pontífice foi, de fato, reabilitar a memória do Papa Formoso, dando-lhe um enterro cristão, uma vez que seu anterior sepulcro fora violado.
Muitas dúvidas marcaram seu breve Pontificado. Foi deposto e encarcerado num mosteiro? Ou, atribulado pelos turbulentos romanos, renunciou ao sólio? Teria sido assassinado e seu corpo escondido pelos seus inimigos?
Fez ascender Vitalis ao arcebispado e concedeu-lhe privilégios episcopais. O poeta Frodoardo, seu contemporâneo, referiu-se a ele como um homem virtuoso.
Até hoje se discute um privilégio pelo qual teria agregado as Ilhas Maiorca e Minorca à diocese de Gerona, na Espanha. Tal documento é considerado por vários historiadores como apócrifo, nascido da confusão de "pontífice romano" com "Papa Romano".
Uma anotação marginal encontrada em dois códigos antigos afirma que Romano se tornou monge. Tal afirmação é discutida quanto ao que pode subentender. O termo poderia significar, por exemplo, que tinha sido destituído pelos mesmos partidários germânicos que podem ter influenciado a sua eleição. Alega-se também que pode ter sido envenenado em novembro do mesmo ano, de modo a não atender aos apelos do povo de Roma para que voltasse a ocupar o trono pontifício.